# Scaptotrigona postica
Scaptotrigona postica is een vliesvleugelig insect uit de familie bijen en hommels (Apidae). De wetenschappelijke naam van de soort is voor het eerst geldig gepubliceerd in 1807 door Latreille.